# فيديوهات وتسجيلات أيمن الظواهري

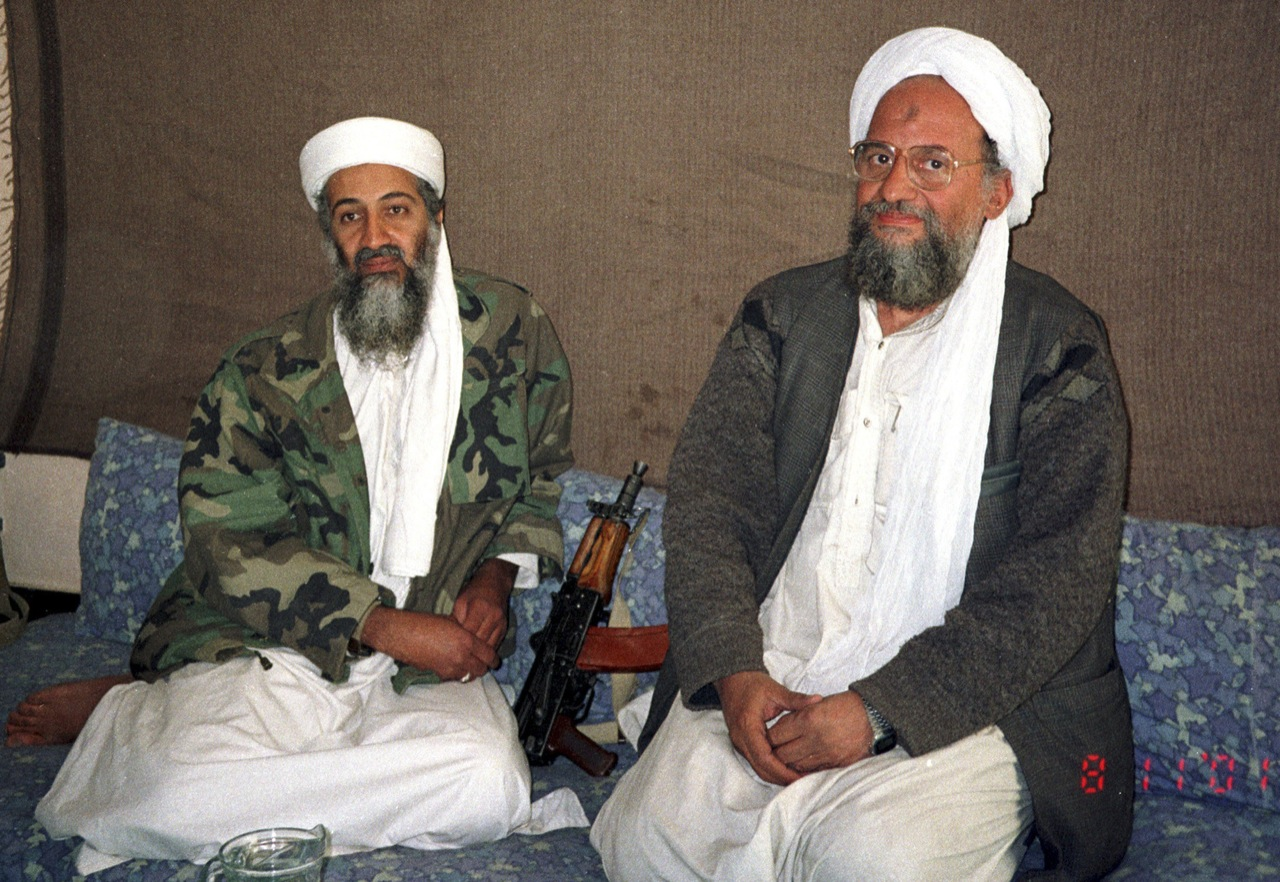
صورة تجمع أسامة بن لادن وأيمن الظواهري عام 2001م.

هناك العديد من المقاطع المُصورة والتسجيلات الصوتية الصادرة عن أيمن الظواهري، أرسلت معظم هذه الأشرطة عبر البريد أو عن بواسطة مُرسَل إلى محطات فضائية عربية مثل قناة الجزيرة وغيرها. أغلب هذه الإصدارات من إنتاج مؤسسة السحاب الإعلامية الذراع الإعلامي للقاعدة.

## مقاطع الفيديو المُذاعة
فيما يلي أبرز تواريخ صدور مقاطع الفيديو التي ظهر بها الظواهري، وأبرز ما تضمنته هذه المقاطع:

### 10 سبتمبر 2003
بثت قناة الجزيرة لقطات لأسامة بن لادن والظواهري في الجبال.

### 6 يناير 2006
ذكر الظواهري أن خطة الرئيس بوش لسحب القوات من العراق تعني أن واشنطن هُزمت في العراق، كما أعرب الظواهري عن تعازيه للشعب الباكستاني الذي ضربه زلزال كشمير عام 2005 .

### 30 يناير 2006
في شريط فيديو بثه قناة الجزيرة، سخر الظواهري من بوش ووصفه بأنه «جزار واشنطن»، وذكر أن الهجوم القادم سيكون على الأراضي الأمريكية. كان قد أُشيع قبل هذا الفيديو أن الظواهري قُتل في غارة جوية شنتها باكستان.

### 27 أبريل 2006
قال الظواهري في شريط فيديو أن فرع القاعدة في العراق نجح في «كسر ظهر» الجيش الأمريكي بمئات التفجيرات «الاستشهادية».

### 9 يونيو 2006
في مقطع فيديو بثته قناة الجزيرة رثى الظواهري أبي مصعب الزرقاوي الذي قُتل في بعقوبة، وتوعد بالقيام بهجمات في نيويورك ولندن.

### 22 يونيو 2006
حث الظواهري الأفغان على قتال الجنود الأجانب في أفغانستان 

### 7 يوليو 2006
بعد مرور عام على تفجيرات القطارات في لندن، كشف أيمن الظواهري أن اثنين من المُنفِّذين تلقوا تدريبات على يد القاعدة في باكستان.

### 27 يوليو 2006
أظهر الظواهري دعمه «للمجاهدين» في غزة وجنوب لبنان.

### 5 أغسطس 2006
ظهر الظواهري في شريط فيديو يدعي فيه أبو جهاد المصري أن تنظيم القاعدة قد تواصل مع الجماعة الإسلامية في مصر، ويقول أن الجماعتين سيشكلان «صفًا واحدًا في مواجهة أعدائهما».

### 10 سبتمبر 2006
نُشرت مقابلة فيديو مع الظواهري مدتها أكثر من ساعة على عدة مواقع على الإنترنت، وتحدث فيها عن الأوضاع في غزة ولبنان والصومال، وتوعد بهجمات جديدة في منطقة الخليج العربي وإسرائيل.

### 20 ديسمبر 2006
عارض الظواهري الانتخابات المبكرة للسلطة الفلسطينية.

### 5 يناير 2007
أظهر الظواهري دعمه لاتحاد المحاكم الإسلامية بعد تدخل إثيوبيا في الصومال.

### 22 يناير 2007
سخر الظواهري من خطة بوش لإرسال 20 ألف جندي إضافي إلى العراق.

### 11 مارس 2007
انتقد الظواهري حماس لاتفاقها مع فتح لتشكيل حكومة ائتلافية للسلطة الفلسطينية.

### 5 مايو 2007
تحدق الظواهري عن مشروع قانون التمويل الذي أقره الكونغرس والذي اعترض عليه الرئيس بوش لاحقًا، والذي كان من شأنه تحديد مواعيد لسحب القوات من العراق، قائلاً: «سوف يحرمنا مشروع القانون هذا من فرصة تدمير القوات الأمريكية بعد أن وقعوا في فخ تاريخي».

### 5 يوليو 2007
الجزيرة تعرض فيديو جديد للظواهري.

### 10 يوليو 2007
أدان الظواهري منح المملكة المتحدة سلمان رشدي لقب فارس، كما حذر جوردون براون رئيس الوزراء الجديد من أنه «يجب أن يتعلم» من أخطاء سلفه توني بلير وإلا فليكن على استعداد لتكرار هجمات 7/7.

### 19 سبتمبر 2007
فيديو بعنوان «قوة الحق»، يدعو فيه أيمن الظواهري إلى الجهاد في باكستان وحول العالم.

### 14 ديسمبر 2007
تسجيل صوتي بعنوان «أنابوليس: الخيانة»، أدان فيه الظواهري قمة السلام الإسرائيلية الفلسطينية الأخيرة في أنابوليس ووصفها بالخيانة.

### 16 ديسمبر 2007
شريط فيديو قال فيه الظواهري أن قرار القوات البريطانية «الفرار» من البصرة يدل على أن المجاهدين العراقيين قد انتصروا.

### 27 فبراير 2008
تم إطلاق شريط فيديو يشيد فيه الظواهري بالليبي 

### 23 مارس 2008
شريط بعنوان «دعوة لمساعدة أهلنا في غزة»، دعا الظواهري المسلمين في كل مكان إلى «مهاجمة مصالح اليهود والأميركيين».

### 2 أبريل 2008
تسجيل صوتي مدته 90 دقيقة تحت عنوان «الحوار المفتوح - الجزء الأول»، أجاب خلاله الظواهري على العديد من مئات الأسئلة التي تم تقديمها مؤخرًا على المنتديات الجهادية على شبكة الإنترنت.

### 17 أبريل 2008
تسجيل صوتي بعنوان «في الذكرى الخامسة للاحتلال والتعذيب في العراق»، قال خلاله الظواهري: «ظهرت أولى علامات النصر، وقريبًا سيصبح العراق حصنًا للإسلام.»

### 21 أبريل 2008
تسجيل صوتي تحت عنوان «الحوار المفتوح - الجزء الثاني»، وهو استكمال للجزء الأول في 2 أبريل.

### 4 يونيو 2008
أصدر الظواهري رسالة بمناسبة ذكرى بدء الحرب العربية الإسرائيلية عام 1967.

### 10 أغسطس 2008
شريط للظواهري يتحدث الإنجليزية.

### 9 سبتمبر 2008
فيديو جديد نشر على قناة الجزيرة يدين الدول الشيعية لعدم تشجيعها للجهاد، ويتهم إيران بالتعاون مع الولايات المتحدة في احتلال العراق وأفغانستان.

### 19 نوفمبر 2008
فيديو مع ترجمة باللغة الإنجليزية ينتقد بشدة الرئيس الجديد باراك أوباما، ويستهزئ من سياساته.

### 14 يوليو 2009
حث الظواهري الباكستانيين على دعم طالبان.

### 14 ديسمبر 2009
تسجيل صوتي جدد فيه الظواهري دعوات «السعي للجهاد ضد اليهود» وإقامة دولة إسلامية، ووصف الرئيس المصري حسني مبارك والملك عبد الله الثاني ملك الأردن والملك عبد الله بن عبد العزيز من المملكة العربية السعودية بأنه «إخوان الشيطان».

### 20 مايو 2010
تسجيل صوتي يرثي فيه أبا أيوب المصري وأبا عمر البغدادي.

### 20 يوليو 2010
في شريط صوتي انتقد الظواهري الزعماء العرب ووصفهم بـ«صهاينة» يساعدون في حصار إسرائيل لقطاع غزة. كما سخر الرئيس الأمريكي باراك أوباما لقوله أن طالبان لن تحصل على السلطة في أفغانستان، مشيدًا بانتصارات طالبات ضد قوات التحالف.

### 27 يوليو 2010
تسجيل مدته 47 دقيقة، تحدث فيه أيمن الظواهري عن حملة فرنسا ودول أوروبية أخرى لحظر الحجاب، كما قام برثاء المسؤول رقم 3 في القاعدة مصطفى اليزيد، الذي قُتل مع أسرته في غارة أمريكية في باكستان في شهر مايو، وأشاد الظواهري بإنجازات اليزيد في أفغانستان.

### 15 أغسطس 2010
رسالة صوتية مدتها 20 دقيقة باللغة العربية نُشرت على موقع إسلامي على الإنترنت، قدم الظواهري تعازيه لأسر الناشطين الأتراك الذين قتلوا على أيدي إسرائيل والتي عُرفت بـ مجزرة أسطول الحرية. ودعا الأتراك للضغط على حكومتهم لإنهاء العلاقات مع الدولة اليهودية. واتهم تركيا بقتل المسلمين في أفغانستان.

### 15 سبتمبر 2010
شريط صوتي وجه فيه نداءً إلى الباكستانيين للوقوف ضد حكومتهم بسبب ما وصفه بأنه «فشل» السلطات هناك في توفير الإغاثة لضحايا الفيضانات، واتهم حكومة إسلام آباد بالفساد.

### 4 نوفمبر 2010
شريط صوتي دعا فيه المسلمين يوم الخميس للانتقام من الحكم الصادر على العالمة الباكستانية عافية صديقي، والتي حكمت عليها محكمة أمريكية بالسجن لمدة 86 عامًا. نُشر في المنتديات الجهادية.

### 4 فبراير 2011
أول رسالة من تنظيم القاعدة منذ بدء أحداث 25 يناير في مصر. مدتها 34 دقيقة، تناولت فساد النظام المصري وشجبت حكومة الرئيس حسني مبارك لمقاومتها للشريعة الإسلامية.

### 27 فبراير 2011
قال فيه أيمن الظواهري: «أن الولايات المتحدة تقوم بتأسيس أنظمة جديدة متعاطفة في تونس ومصر، وأن الولايات المتحدة تخلت عن الرئيس التونسي زين العابدين بن علي عندما أصبح عبئًا عليها، وأن» البديل العلماني«للنظام المصري ظهر في صورة محمد البرادعي».

### 14 أبريل 2011
حرض فيه الظواهري المسلمين على الانتفاضة ضد كل من قوات الناتو وجيش معمر القذافي، وكان الظواهري يرتدي رداءً أبيضًا، وتحدث لمدة ساعة وتسع دقائق. قام الظواهري بتقسيم محاضرته إلى ثلاثة أجزاء، تناول بدوره الانتفاضات في ليبيا ومصر وتونس، واتهم الحكومة المصرية بـ «الانفصال عن الإسلام» و«التبعية للغرب»، والجزء الأخير من المحاضرة بعنوان: «بشرى سارة إلى أهلنا في مصر»، وانتهى الفيديو بمقطع يتضمن كلمات للشيخ أنور العولقي.

### 22 مايو 2011
سُجلت الكلمة قبل مقتل أسامة بن لادن في 2 مايو، خلال هذه الكلمة دعم الظواهري موجة الثورات العربية، ودعا إلى تحكيم الشريعة في مصر، وخاطب سكان ليبيا وسوريا ومصر، وحذر الليبيين من أن حملة القصف الجوي بقيادة الناتو ضد معمر القذافي تسعى إلى استبدال القذافي بنظام آخر استبدادي. كما دعا مسلمي شمال إفريقيا للانضمام إلى القتال ضد القذافي والحصول على الأسلحة، وانتقد الجيش المصري لعدم تقديم المساعدة للمغتربين المصريين المقيمين في ليبيا، كما خاطب السوريين، ودعاهم إلى مواصلة انتفاضتهم ضد نظام الرئيس بشار الأسد.

### 8 يونيو 2011
أول رسالة فيديو له بعد مقتل أسامة بن لادن، توعد الظواهري بسلاسل من العمليات والهجمات ردًا على مقتل بن لادن، وأن بن لادن سيظل يروع الولايات المتحدة حتى وهو في قبره. كما دعم موجة الثورات العربية، ودعا إلى تطبيق الشريعة الإسلامية في مصر، حذر الليبيين من أن حملة القصف التي شنها الناتو تهدف إلى استبدال معمر القذافي بنظام استبدادي مدعوم من الغرب.

### 28 يوليو 2011
خاطب أيمن الظواهري المتظاهرين السوريين الذين ثاروا ضد حكم الرئيس بشار الأسد، ووصفه بأنه طاغية فاسد و«شريك أمريكا في الحرب على الإسلام».

### 14 أغسطس 2011
حث الظواهري المسلمين على استهداف الولايات المتحدة والانتقام لمقتل سلفه أسامة بن لادن

### 15 نوفمبر 2011
شريط فيديو مدته حوالي 30 دقيقة بعنوان «أيام الإمام: الجزء الأول» يتحدث الظواهري فيه عن الجانب الإنساني لأسامة بن لادن، ظهر مرتدياً رداءً أبيضًا وعمامة ويجلس أمام ستارة خضراء.

### 1 ديسمبر 2011
قال الظواهري أن تنظيم القاعدة أسر مواطنًا أمريكيًا يبلغ من العمر 70 عامًا في لاهور في أغسطس، وطالب بالإفراج عن رمزي يوسف والشيخ عمر عبد الرحمن وآخرين بالإضافة إلى إنهاء الغارات الجوية في باكستان وأفغانستان واليمن والصومال وغزة مقابل إطلاق سراح وارين وينشتاين. وأكد الظواهري أيضًا خبر مقتل عطية الله الليبي أحد قادة تنظيم القاعدة في غارة أمريكية بدون طيار.

### 9 فبراير 2012
يتضمن بيعة حركة الشباب الصومالية للقاعدة، حيث بايع مختار علي الزبير أيمن الظواهري، وقبل الظواهري البيعة.

### 12 فبراير 2012
حث الظواهري في تسجيل فيديو مدته 8 دقائق نُشر على شبكة الإنترنت السوريين على عدم الاعتماد على الغرب أو الحكومات العربية في انتفاضتهم للإطاحة بالرئيس بشار الأسد، وحث المسلمين في تركيا والعراق ولبنان والأردن على الجهاد في سوريا.

### 11 مايو 2012
أصدر الظواهري شريط فيديو شجع فيه المقاتلين الصوماليين على القتال رغم التحديات، وحث مقاتلي حركة الشباب على ألا تردعهم هجمات الطائرات الأمريكية بدون طيار.

### 2 أغسطس 2013
رسالة للظواهري تحدث فيها عن رأيه في عزل محمد مرسي.

### 4 سبتمبر 2014
أعلن عن إنشاء فرع للقاعدة في شبه القارة الهندية «لرفع علم الجهاد» في جميع أنحاء جنوب آسيا بما في ذلك الهند وميانمار وبنغلاديش في شريط فيديو مدته 55 دقيقة تم نشره على الإنترنت، كما جدد البيعة لزعيم طالبان الأفغاني الملا عمر.

### 13 أغسطس 2015
تسجيل صوتي قدم الظواهري تعازيه في الملا عمر، وبايع خلفه أختر منصور.

### 1 يوليو 2016
شريط فيديو حذر فيه الظواهري الولايات المتحدة من «عواقب وخيمة» إذا تم إعدام المتهم في عملية تفجير ماراثون بوسطن 2013.

### 8 يوليو 2019
شريط فيديو بعنوان «لا تنسوا كشمير»، حث الظواهري على توحيد الجهاديين في كشمير، وانتقد باكستان كذلك ودورها.